# 上岡麻佳
上岡 麻佳（うえおか あさか、2月6日 - ）は、日本の女性声優。岡山県出身。

## 人物
アミューズメントメディア総合学院大阪校卒業。
2010年12月まで青二プロダクション(ジュニア)に所属していた。
方言は岡山弁。
特技は歌、片手側転、ブリッジ。

## 出演作品

### テレビアニメ
2007年
- モノノ怪 「化猫」（市民）

2008年
- ネオ アンジェリーク Abyss（男の子）

2010年
- ひめチェン!おとぎちっくアイドル リルぷりっ（金田一、女の子）
- RAINBOW-二舎六房の七人-（子供B）

### ゲーム
- テイルズ オブ ザ ワールド レディアント マイソロジー2（ヒーローズボイス）
- drastic Killer

### ドラマCD
- 孤独のグルメ vol.2 ドラマCD

### 吹き替え
- リヴァイアサン（ブラニガン夫人）

### テレビ
- 北野ROCK教習所（フジテレビ721）

### ラジオ
- アニたまどっとコム 『青春ラジメニア』（ラジオ関西、ブリッジナビゲーター、2006年5月）
- 集まれ昌鹿野編集部 『走れスクープマン』（ラジオ関西）
- 岩田光央・鈴村健一 スウィートイグニッション（ラジオ大阪、アシスタントパーソナリティ、2007年）
- 声タマ★ロッカールーム（超A&G+、隔週火曜日 18:00-18:30、2008年4月 - 2009年3月）

### CD
- 未来（ASCUBEとして）

### 舞台
- ふたつの世界の私たち

### その他
- 声優チャット